# Santuario della Beata Vergine della Nave
Il santuario della Beata Vergine della Nave è un luogo di culto mariano situato a Barzaniga, frazione del comune di Annicco.

## Collocazione
Il santuario si trova lungo la strada comunale che collega Barzaniga a Grontorto dirimpetto il locale cimitero.

## Origini del culto
Secondo una leggenda lungo la roggia Marca, a metà strada tra Barzaniga e Grontorto, in epoca imprecisata fu rinvenuta sopra una imbarcazione (una nave per il popolo) un dipinto raffigurante Maria.
Le due comunità iniziarono a contendersi l'opera trasportandola nelle rispettive chiese parrocchiali, ma miracolosamente il giorno successivo ritornava sul luogo del ritrovamento, vicenda che fu presa dai fedeli quale il segnale per costruirvi una cappella.

## Vicende storiche e costruttive
L'erezione dell'attuale costruzione è ben documentata dagli atti dell'archivio parrocchiale .
Fu il parroco di Barzaniga, don Pietro Celestino Billieni, a chiedere al vescovo di Cremona Carlo Ottavio Guaschi la licenza per costruire l'oratorio. La prima pietra fu posata nel mese di ottobre 1712 ed i lavori furono affidati al capomastro Benedetto Maffeis.
Il parroco don Pietro Celestino Billieni era nato a Caglio in provincia di Como nel 1671 ed aveva compiuto gli studi religiosi a Pavia e a Vigevano prendendo poi possesso della parrocchia di Barzaniga il  10 gennaio 1701 e dove morì il 10 settembre 1740.
La chiesa doveva essere sostanzialmente pronta già nel luglio 1717 quando venne richiesto il permesso di traslare all'interno del nuovo edificio  l'Immagine Sacra. 
I lavori, tuttavia, proseguirono negli anni successivi anche grazie allo stesso parroco, che coprì un disavanzo tra entrate ed uscite rinunciando in seguito a vantarne il credito, e al nobile marchese Giacinto Ariguzzi che dotò la chiesa dei beni necessari per la celebrazione di una messa mensile.
La piccola chiesa rimase oratorio semplice fino al 26 agosto 1728 quando fu emesso il Decreto che ne autorizzava la benedizione  avvenuta solennemente il 12 settembre seguente. Da allora la seconda domenica di settembre si festeggia la solennità  del Santuario della Beata Vergine della Nave.

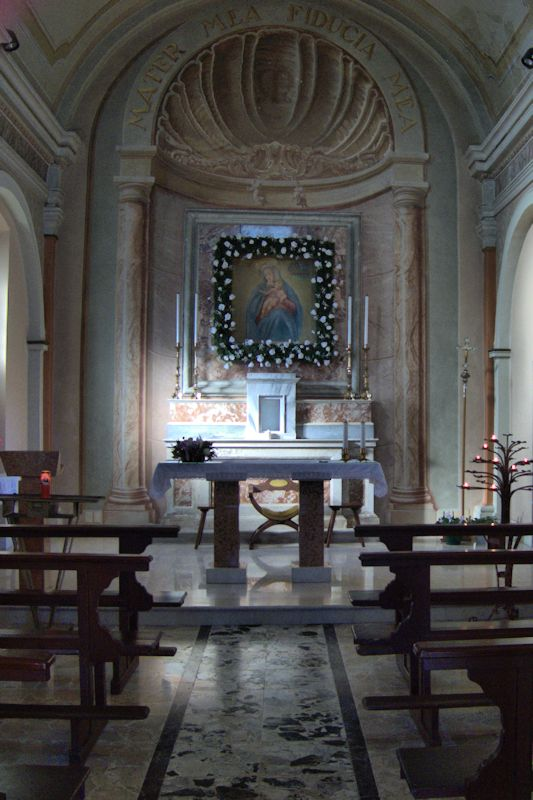
L'interno

È nell'anno 1730 che a scavalco della roggia fu eretto il portico addossato alla facciata, il quale collega l'edificio al piano stradale.
Nel 1804 fu elevato il basso edificio addossato al fianco destro, con funzioni di sagrestia e locale di servizio, mentre nel 1840 fu collocato l'altare, opera di Antonio Restellini.
Dopo il 1990, quale conseguenza di un furto durante il quale furono asportate alcune colonnine marmoree della balaustra, fu deciso di porre mano all'area presbiterale risistemandola secondo i nuovi dettami conciliari.

## Caratteristiche
La facciata è a capanna, divisa in due ordini scanditi da quattro lesene. L'ordine inferiore è coperto da un profondo portico retto da quattro pilastri, in quello superiore vi è collocata la semplice finestra.
L'interno è ad aula unica a tre campate. Sul fondo l'altare del Restellini si prolunga sulla parete ad inquadrare l'affresco della Vergine con il Bambino, un'iconografia all'interno della quale in altro a destra vi compare una barca.